# Cryptologic History Symposium
Das Cryptologic History Symposium, deutsch „Kryptologiegeschichtliches Symposium“, ist ein Symposium zur Geschichte der Kryptographie, das zumeist alle zwei Jahre in den Vereinigten Staaten, nahe dem Hauptquartier der Nationalen Sicherheitsbehörde der USA, der National Security Agency (NSA), ausgerichtet wird.

## Geschichte
Das Symposium wird von dem der NSA angegliederten Center for Cryptologic History (CCH) in enger Zusammenarbeit mit der National Cryptologic Foundation (NCF) organisiert.
Die ersten fünf Symposien fanden jährlich an jeweils zwei aufeinanderfolgenden Tagen statt. Davon war ein Tag „klassifiziert“, also nur einem beschränkten Personenkreis zugänglich, und der andere Tag war nicht klassifiziert. Ab dem sechsten Symposium wurde es zweijährlich veranstaltet und sämtliche Vorträge galten als nicht klassifiziert. Sie waren somit alle öffentlich zugänglich.
Veranstaltungsort ist in der Regel das Kossiakoff Conference Center des Applied Physics Laboratory der Johns Hopkins University in Laurel (Maryland), unweit des NSA-Hauptquartiers und des Baltimore-Washington International Airport. Das Symposium wird von etwa 200 bis 300 Teilnehmern aus dem In- und Ausland besucht. Dazu zählen renommierte Persönlichkeiten aus der Krypto-Szene, wie Whitfield Diffie, Elonka Dunin, David Kahn und Klaus Schmeh.
Die Vorträge decken das komplette Spektrum der vielseitigen Geschichte der Kryptologie im Laufe der Jahrhunderte ab. Dabei liegt ein besonderer Schwerpunkt auf der Kryptoanalyse in den beiden Weltkriegen (1914–1918 und 1939–1945) und im Kalten Krieg (1947–1989).